# Operation Rock Avalanche
Die Operation Rock Avalanche (dt. Operation Bergsturz) war eine militärische Mission der US-Streitkräfte zusammen mit der afghanischen Armee im Rahmen des NATO-Einsatzes. Sie spielte sich in der ostafghanischen Provinz Kunar ab, die an Pakistan grenzt. Die Mission fand vom 19. bis 25. Oktober 2007 in den Tälern Chapa Dara, Korengal, Pech und Shuryak statt.

## Mission
Die Operation bestand darin, dass diverse Einheiten in verschiedenen Gegenden Kunars gezielt positioniert wurden, um die aufständischen Taliban aus diesen Gebieten in angrenzende Gebiete auszuschwemmen, wo weitere wartende Militärstreitkräfte der USA und der afghanischen Armee versuchten, sie in einen Hinterhalt zu locken.
Folgende Einheiten waren daran beteiligt:
- Die Able-Company, die Battle-Company und die Chosen-Company des 2nd Battalion des 503rd Infantry Regiment (Airborne) der 173. US-Luftlandebrigade
- Die Bravo-Company des 1st Battalion des 508th Parachute Infantry Regiment der 173. US-Luftlandebrigade
- Mehrere Kompanien des 201. Corps der Afghanischen Nationalarmee

Im Rahmen der Kampfhandlungen wurden drei US-amerikanische Soldaten getötet. Hierbei handelte es sich um:
- Army Staff Sgt. Larry I. Rougle aus West Jordan im US-Bundesstaat Utah[1],
- Army Specialist Hugo V. Mendoza aus Glendale im US-Bundesstaat Arizona[2],
- Army Sgt. Joshua C. Brennan aus Ontario im US-Bundesstaat Oregon[3].

Alle drei waren Angehörige des 2nd Battalion des 503rd Infantry Regiment (Airborne) der 173. US-Luftlandebrigade.
Salvatore Giunta, der versucht hatte den schwer verletzten Joshua C. Brennan zu retten, wurde für seinen Einsatz mit der Medal of Honor ausgezeichnet. Brennan erlag seinen Verletzungen.